# 6Б1
6Б1 — это Советский бронежилет созданный в 1957 году для ВС СССР. Он задумывался как стандартный, но производился  малой серией для Вооруженных сил. Во время Афганской войны он ограниченно использовался солдатами 40-й армии.

## История
Бронежилет 6Б1 разработан Всероссийским научно-исследовательским институтом авиационных материалов (ВИАМ). Бронежилет должен был защищать в первую очередь от осколков артиллерийских снарядов и минометных мин, что привело к довольно оригинальной конструкции. Разработка началась в 1954 году и продолжалась 3 года. В 1957 году принят на вооружение Советской Армии.
Первоначально было выпущено около 1500 единиц, однако в серийное производство жилет так и не поступил. Это произошло потому, что командование Советской Армии не планировало массовую поставку бронежилетов в войска в мирное время, поэтому до начала 1990-х годов предприятия держали аварийный запас материалов и располагали производственными линиями по производству 6Б1, которого должно было хватить на полгода.
Спустя почти 30 лет 6Б1 был использован в бою — некоторое количество жилетов было снято с хранения и передано солдатам и офицерам 40-й армии в начале конфликта в Афганистане. В реальных боевых действиях в жарком климате ярко проявились недостатки 6Б1, в первую очередь плохой отвод тепла из-за плотного прилегания. Серийное производство 6Б1 было решено не организовывать, аргументируя это тем, что он устарел и не отвечал современным требованиям. Вместо этого был разработан и принят на вооружение жилет 6Б2.

## Характеристики
Защитный состав жилета состоит из мозаично расположенных шестиугольных пластин из «мягкого» алюминиевого сплава АМг7ц, упакованных в тканевый жилет из Авизента на стеганой  подкладке из ваты. Слегка выпуклые алюминиевые пластины имели толщину 6,4 мм (грудь), 5,3 мм (брюхо) и 4,1 мм (спина), которые условно называли пластинами 6 мм, 5 мм и 4 мм. Его вес составлял в зависимости от размера 5,1-5,3 кг. Мягкий жилет позволял избавиться от рикошета от наружных поверхностей пластин. Помимо осколков, жилет мог защитить и от патронов 7,62х25, выпущенных из ППШ и ППС на дистанции более 50 м.

## Галерея

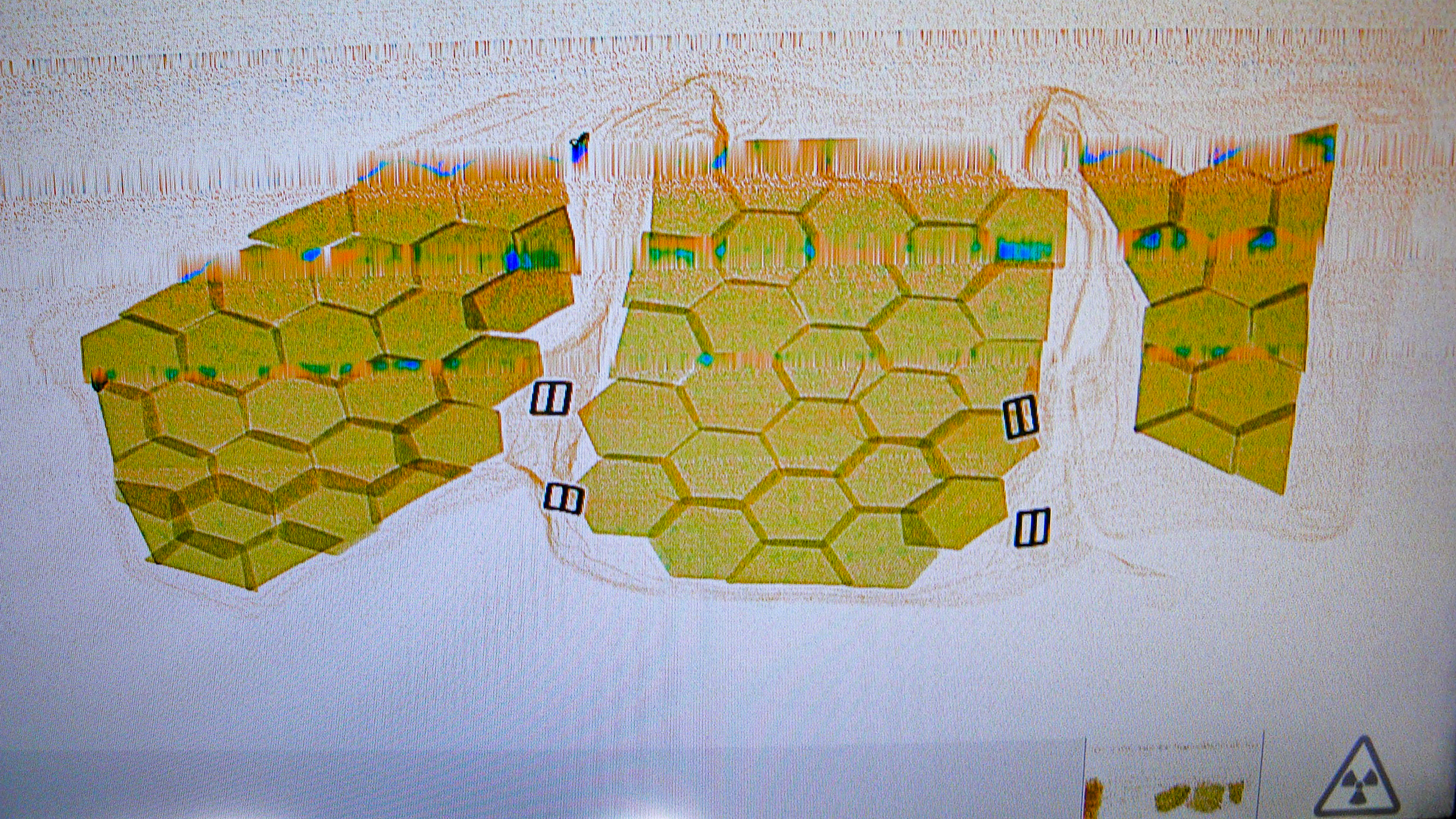
Рентгеновское изображение бронежилета 6Б1. Алюминиевые пластины хорошо видны.
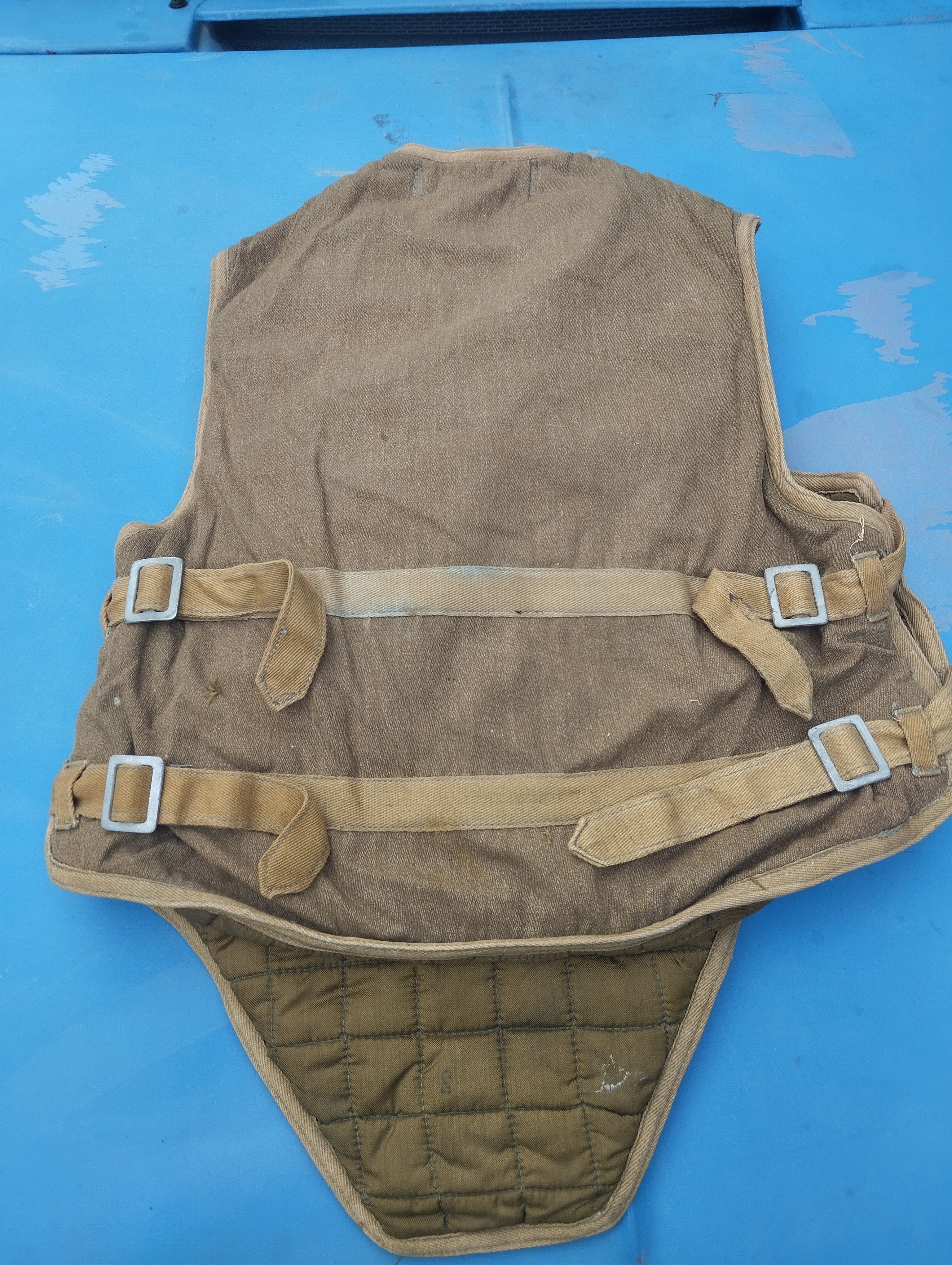
6б1 вид сзади
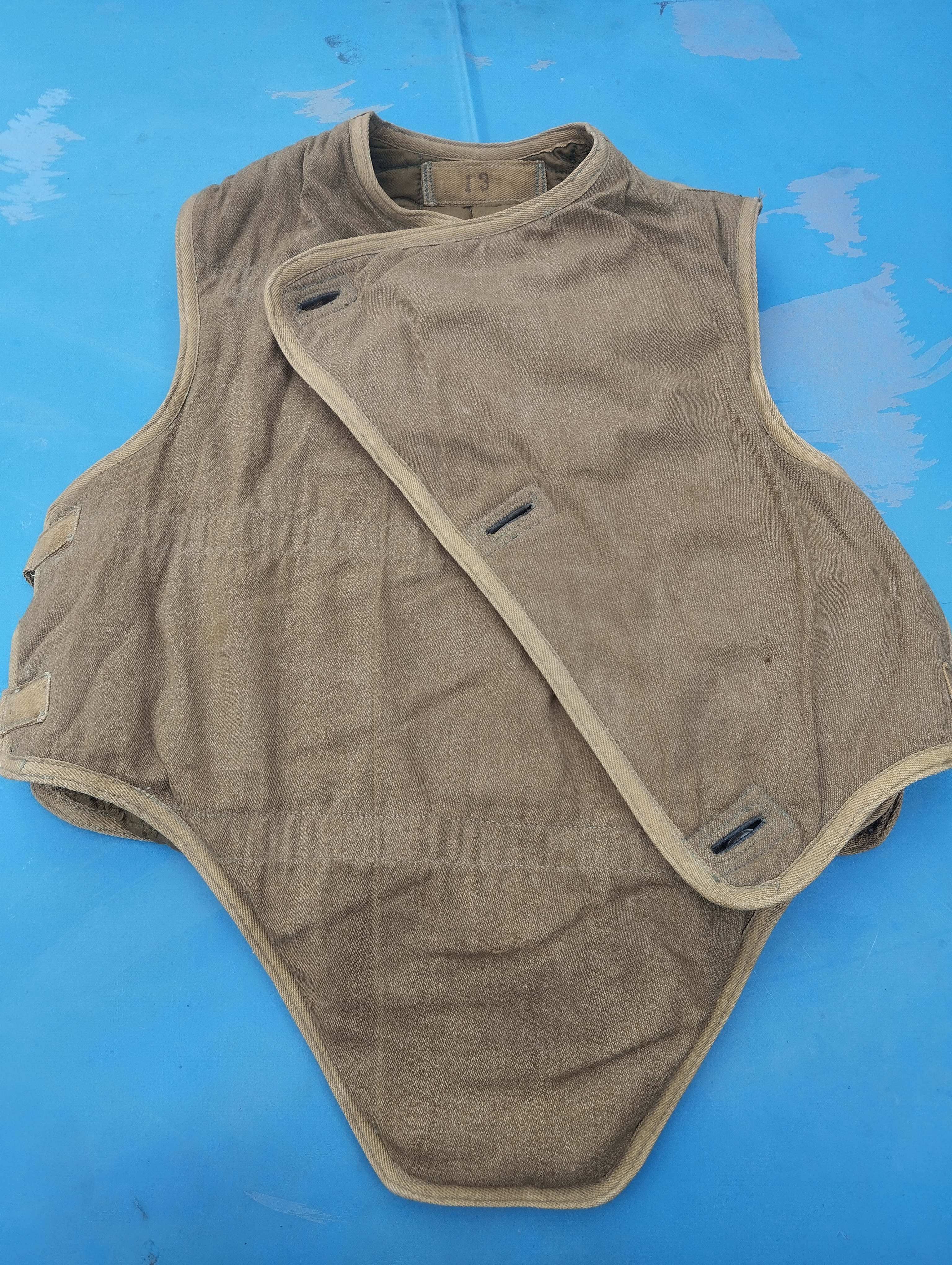
6б1 вид спереди
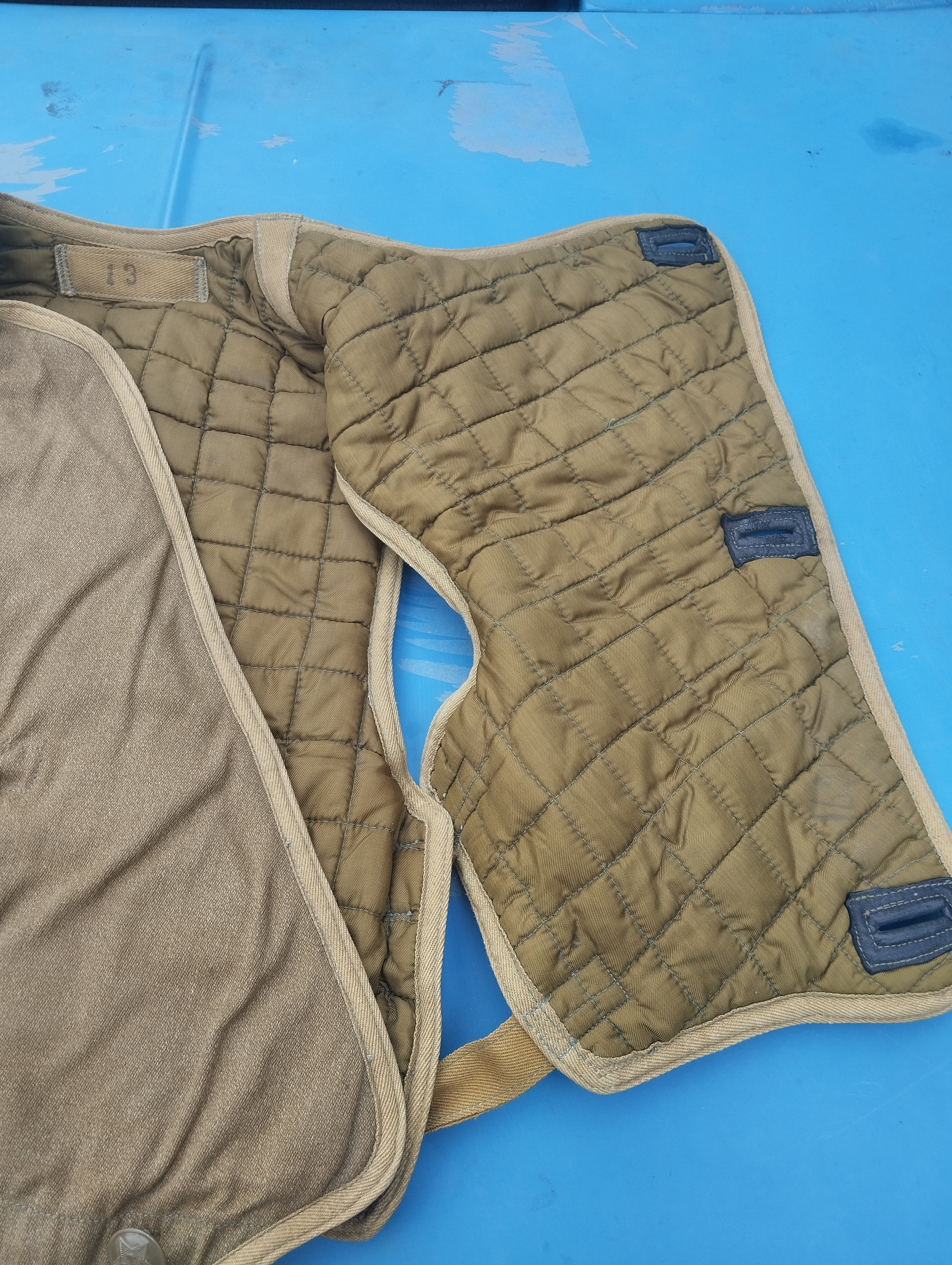
6б1 внутри
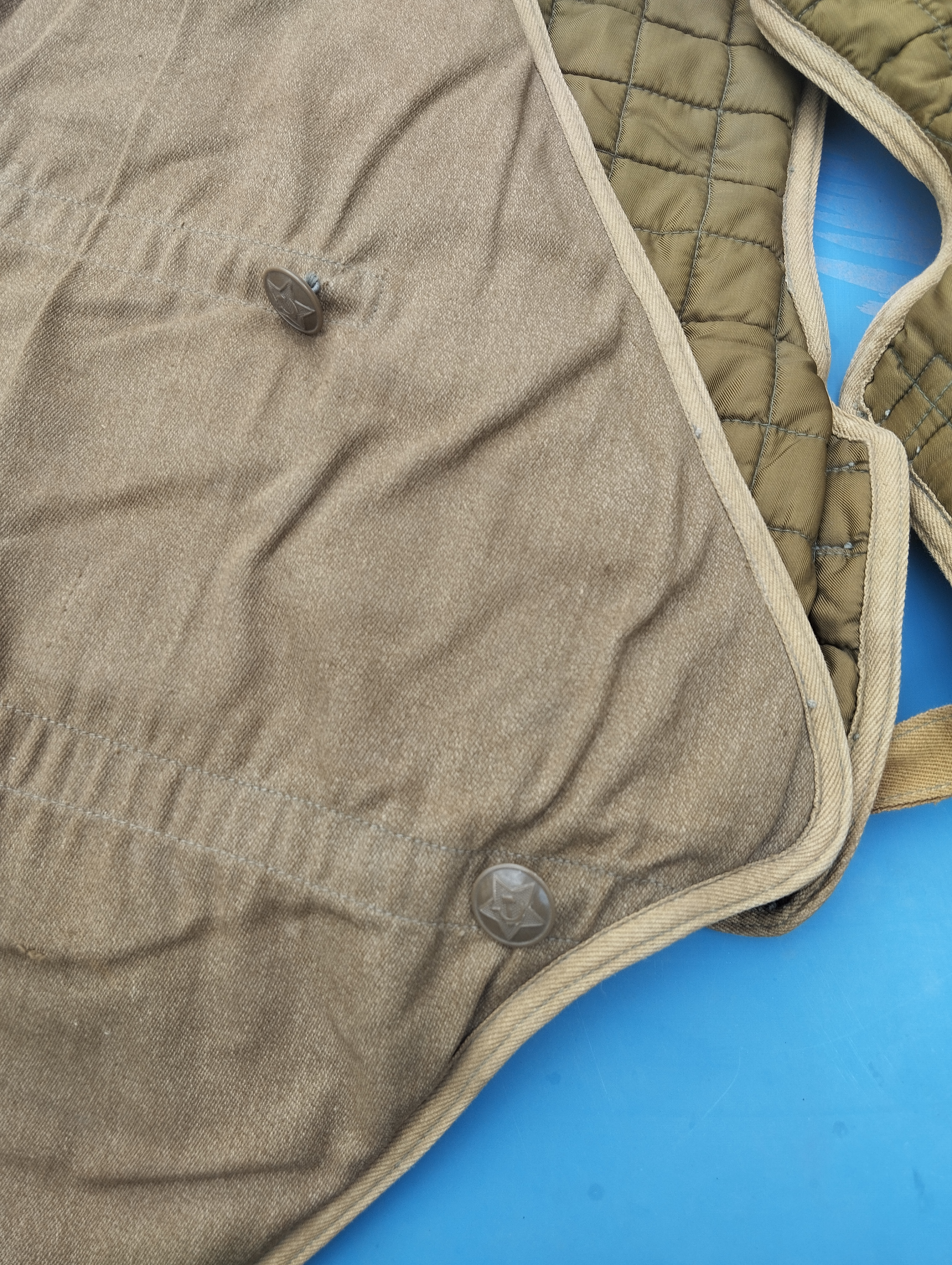
6б1 крупным планом